# エルンスト・テールマン車両及び猟銃工場
人民公社エルンスト・テールマン車両及び猟銃工場（ドイツ語: VEB Fahrzeug- und Jagdwaffenwerk „Ernst Thälmann“）は、ドイツ民主共和国（東ドイツ）に存在した人民公社。ズールに所在し、1968年から1990年にかけて主に二輪車と銃器を製造した。公式な略称はFAJASである。
社名に冠されているエルンスト・テールマンとは、ナチス・ドイツの時代に強制収容所で死亡したドイツ共産党の党首の名前から取られたものである。

## 社史
FAJASはズールに存在したいくつかの企業を前身としている。その一部には第二次世界大戦後に解体され、戦争賠償として在独ソ連軍政府に接収されていた企業や東独政府当局により公有財産(Volkseigentum)に指定されていた企業を含む。
直接の前身は、人民公社ズール・ジムソン車両及び機器工場(VEB Fahrzeug und Gerätewerk Simson Suhl)と人民公社ズール・エルンスト・テールマン工場(VEB Ernst-Thälmann-Werk Suhl)だった。前者は自動車を、後者は銃器を主に生産していた。
設立にあたり、ザウエル&ゾーン(J. P. Sauer & Sohn)、カール・ワルサー(Carl Walther GmbH)、アンシュッツ(J. G. Anschütz)など、戦後も残されていたズール周辺の銃火器メーカーの工業施設および人員が取り込まれた。しかし1948年に在独ソ連軍政府の元で最初に製造されたのは二輪車AWO 425であった。その後、車両部門は二輪車以外の各種車両まで取扱範囲を広げた。
銃器生産も空気銃や小口径ライフルなどの民生用小銃から始まり、その後にMPi-K（ライセンス生産型のカラシニコフ小銃）など国家人民軍を始めとする公機関向けの銃器製造が始まった。
吸収された企業の名前のいくつかはブランドとして残された。ハーネル(C. G. Haenel)、ジムソン(Simson)の2つが特に知られている。
ドイツ再統一後、FAJASを含む全ての人民公社は新設された信託公社により買収された後に整理・解体、民営化された。FAJASはズール車両工場(Suhler Fahrzeugwerk GmbH)、ズール狩猟およびスポーツ銃(Suhler Jagd- und Sportwaffen GmbH)に分割された。また後者は後にメルケル狩猟およびスポーツ銃(Merkel Jagd- und Sportwaffen)へ社名を変更している。